# جيسيكا ستين
جيسيكا ستين (ولدت في 19 ديسمبر 1965) هي ممثلة سينمائية وتلفزيونية كندية اشتهرت في أمريكا كممثلة من خلال العمل في «هوم فرونت» 1991، والظهور في مسلسل الخيال العلمي «إيرث 2» 1994، تنتمي إلى أسرة فنية؛ فوالدتها الممثلة جوانا نوبيز، مثلت أمام مايكل ريتشاردز في فيلم «ترايل آند إيرور» 1997، وظهرت كضيفة شرف في عدّة حلقات من المسلسل التلفزيوني «إي آر» 1994، ومسلسل «تاتشد باي آن أنجل» 1994، و«ميردر وان» 1995، و«ذا أوتر ليمتس» 1995.

## روابط خارجية
- الموقع الرسمي
- جيسيكا ستين على موقع IMDb (الإنجليزية)
- جيسيكا ستين على موقع ألو سيني (الفرنسية)
- جيسيكا ستين على موقع أول موفي (الإنجليزية)
- جيسيكا ستين على موقع قاعدة بيانات الأفلام السويدية (السويدية)
- جيسيكا ستين على موقع إن إن دي بي (الإنجليزية)
- جيسيكا ستين على موقع قاعدة بيانات الفيلم (الإنجليزية)
- جيسيكا ستين على موقع كينوبويسك (الروسية)